# Potentilla chinensis
Potentilla chinensis là loài thực vật có hoa trong họ Hoa hồng. Loài này được Ser. miêu tả khoa học đầu tiên năm 1825.

## Hình ảnh

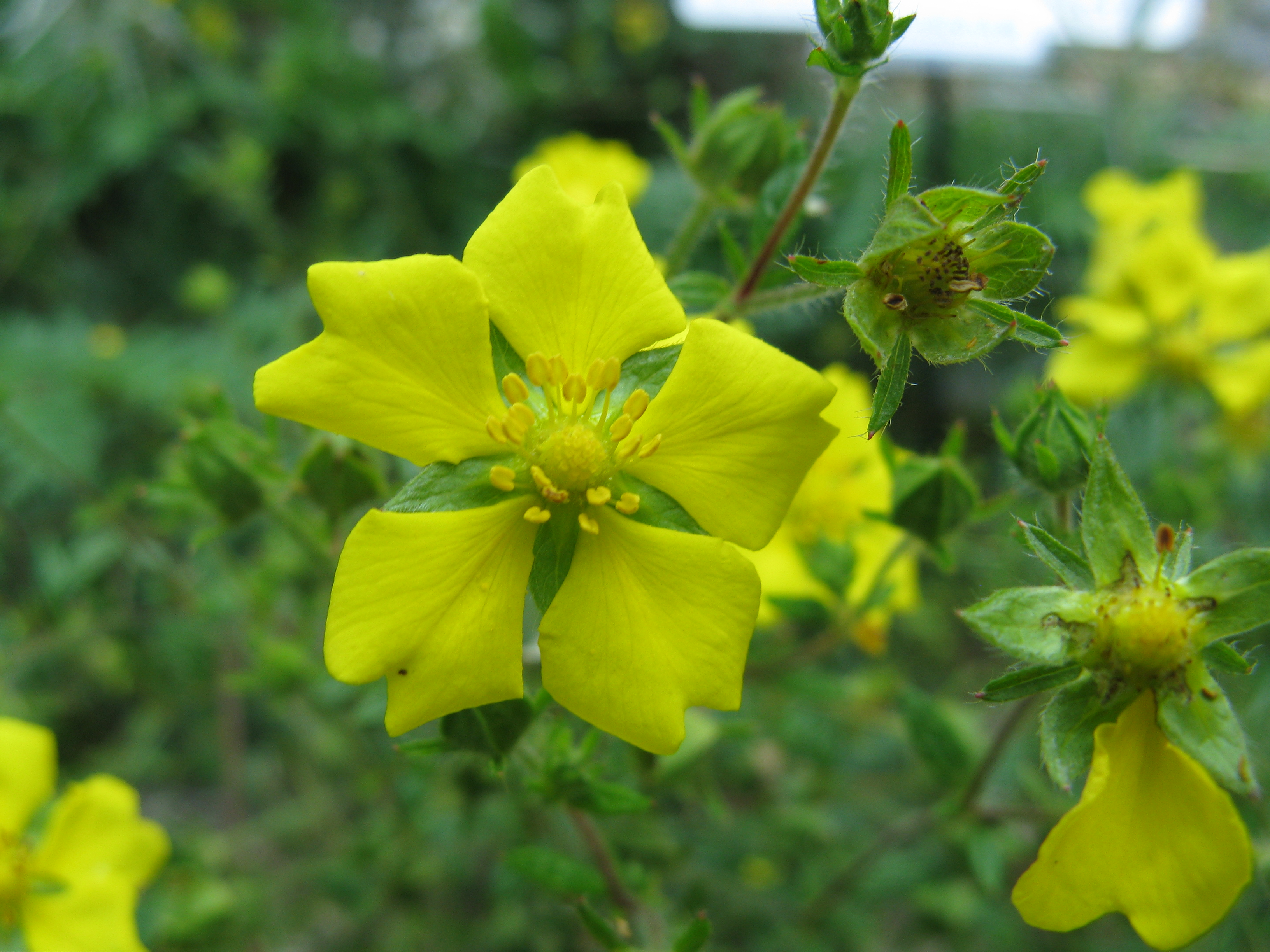